# آرثر جاكسون (لاعب رماية)
آرثر جاكسون (بالإنجليزية: Arthur Jackson)‏ هو لاعب رماية أمريكي، ولد في 15 مايو 1918 في بروكلين في الولايات المتحدة، وتوفي في 6 يناير 2015 في كونكورد في الولايات المتحدة.

## وصلات خارجية
- آرثر جاكسون على موقع أوليمبيديا (الإنجليزية)